# Kanadische Blutwurz

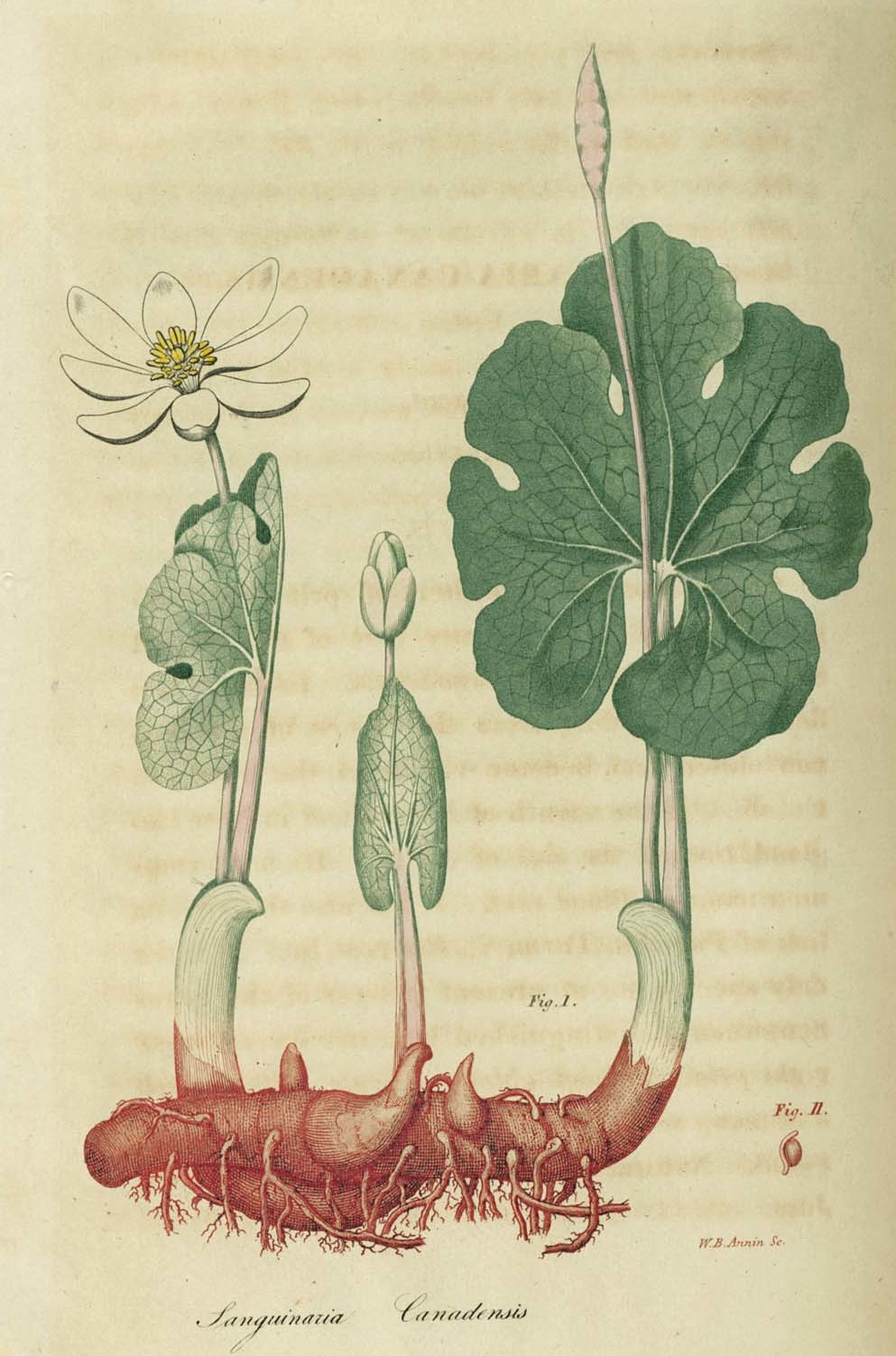
Illustration der Kanadischen Blutwurz

Der Kanadische Blutwurz (Sanguinaria canadensis L.) ist die einzige Art aus der monotypischen Gattung Sanguinaria (Blutwurz) in der Familie der Mohngewächse Papaveraceae. Der Kanadische Blutwurz ist nicht verwandt mit dem in Eurasien vorkommenden Blutwurz (Potentilla erecta) aus der Familie der Rosengewächse.
Der Gattungsname Sanguinaria leitet sich vom lateinischen Wort „sanguineus“ („Blut“, „blutrot“) ab, da das Rhizom einen „blutroten“ Milchsaft enthält, der bei den Indianern teils zum Färben der Gesichter, teils als Arzneimittel diente.

## Beschreibung
Die Kanadische Blutwurz ist eine bis 40 cm hohe Staude ohne Stamm mit kriechendem Wurzelstock. Die horizontalen Rhizome sind knotig, rotbraun, brüchig, bei Verletzungen orangerot „blutend“. Die wenigen, langgestielten, grundständigen und kahlen Laubblätter bis 12 cm Durchmesser sind ledrig, herz- bis nierenförmig und buchtig gelappt. Die bis zu 9 abgerundeten Lappen sind ganzrandig.
Die einzeln erscheinenden, reinweißen und gestielten, aufrechten Blüten mit doppelter Blütenhülle erscheinen im April–Mai unmittelbar bevor die Blätter sich entfalten. Es sind 2 früh abfallende Kelchblätter und bis zu 14, meist etwa 8, dachige Kronblätter vorhanden. Es sind etwa 24 kurze Staubblätter vorhanden. Der einkammerige Fruchtknoten ist oberständig mit sehr kurzem Griffel mit zweiästiger Narbe.
Es werden zweiklappige und vielsamige, längliche, spindelförmige, weichledrige Kapselfrüchte mit Griffelresten gebildet. Die rundlichen und glatten Samen besitzen ein kleines kammförmiges Elaiosom, eine Caruncula.
Die Chromosomenzahl beträgt 2n = 18.

## Vorkommen
Die Kanadische Blutwurz ist im östlichen Teil Nordamerikas vom östlichen und zentralen Kanada bis zu den östlichen und zentralen Vereinigten Staaten südlich bis Florida und Texas verbreitet. In Parks und Gärten trifft man die Pflanze gelegentlich im Frühjahr in leichter Schattenlage an. Sie kommt in Höhenlagen von 0 bis 1200 Metern Meereshöhe vor.

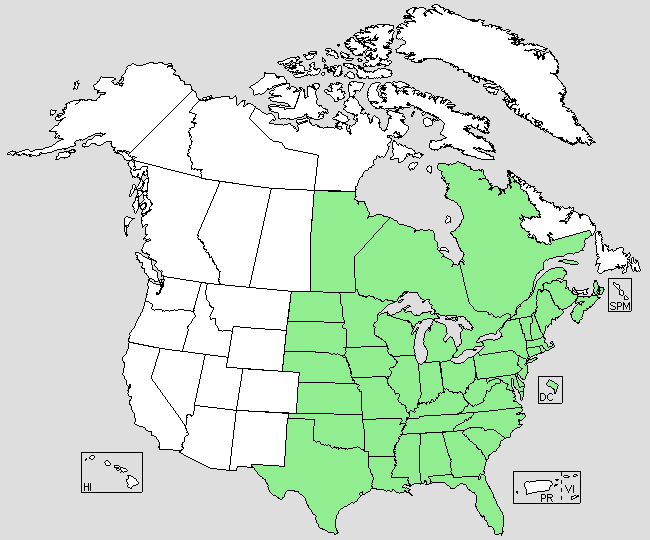
Vorkommen
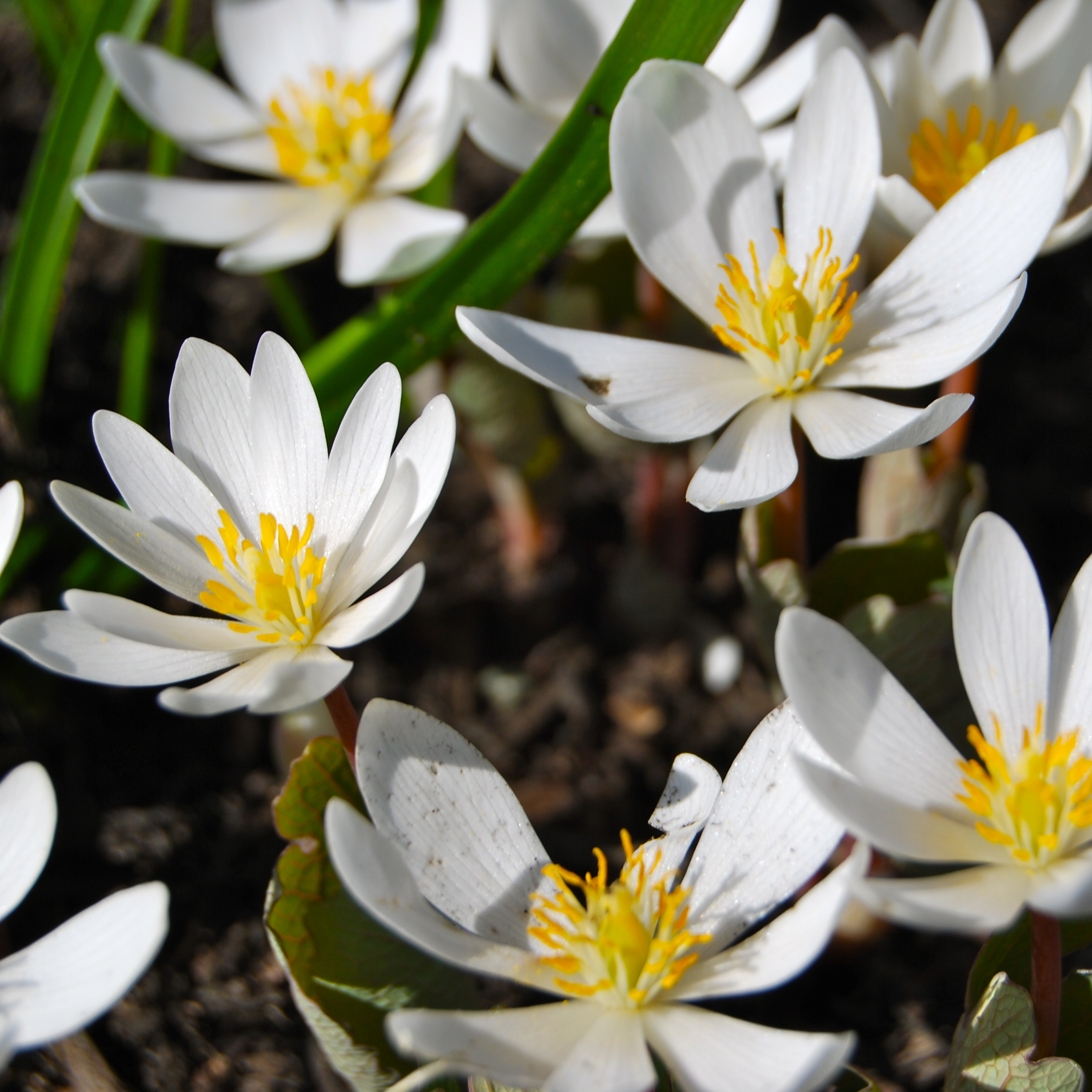
Einfache Blüten
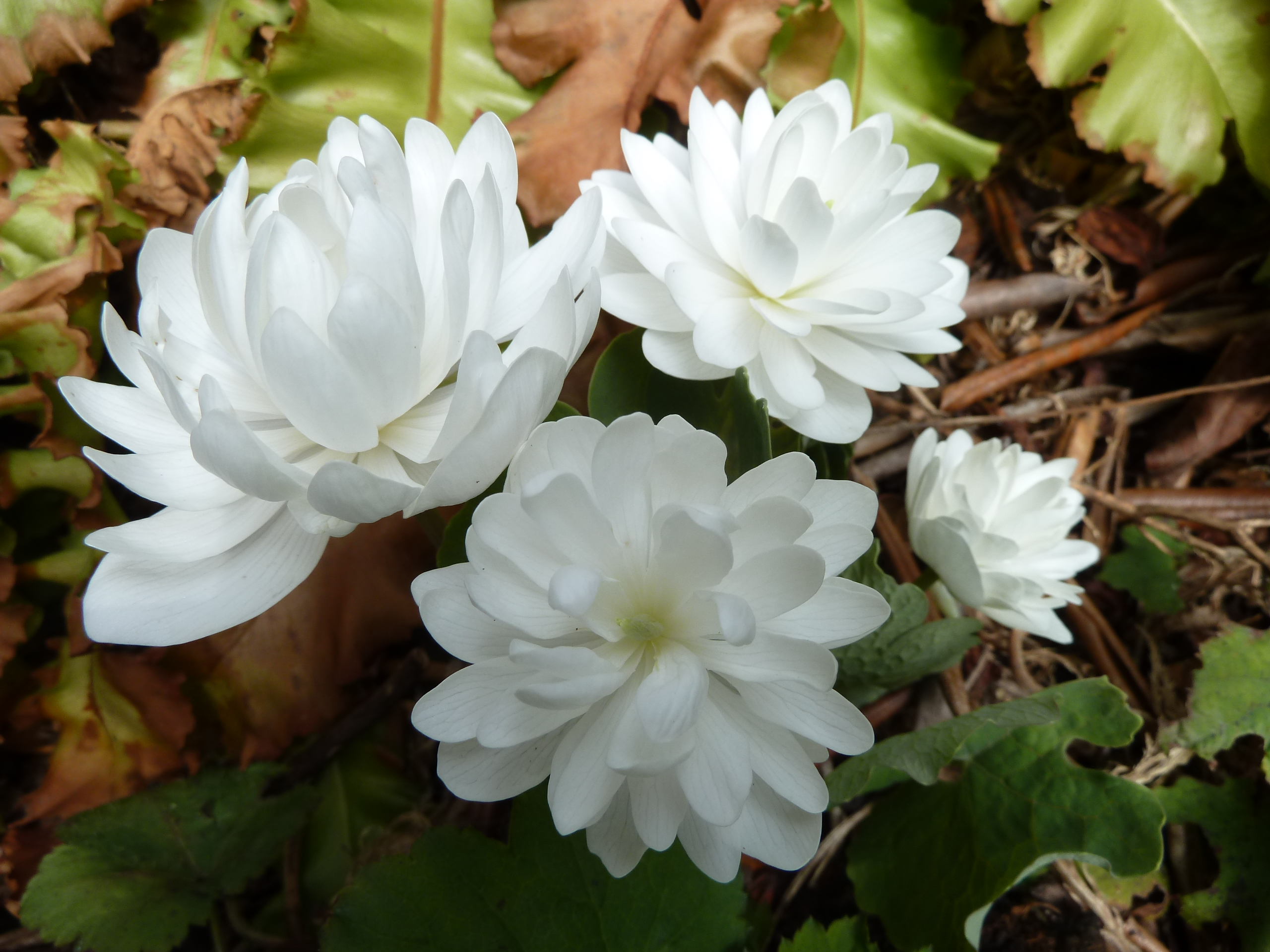
Gefüllte Blüte von Sanguinaria canadensis ʹMultiplexʹ

## Nutzung
In leicht schattiger Lage ist diese Zierstaude ein schmückender Frühlingsbote. Die Pflanze gedeiht in humosem Boden und ruht bereits im Frühsommer. Das Verpflanzen oder Teilen der Rhizome sollte in der Ruhephase erfolgen.
Die Wurzel enthält etwa 1 % Sanguinarin, ein Isochinolinalkaloid, das auswurffördernd wirkt. In der Homöopathie wird Sanguinarin zum Abhusten von Schleim und zum Gurgeln bei Halsschmerzen verwendet. Bei nordamerikanischen Indianern war die Kanadische Blutwurz ein traditionelles Mittel gegen Fieber und Rheuma und wurde zum Auslösen von Erbrechen genutzt. Wird der Saft auf die Haut gebracht, so kann dies zu Gewebeschädigung führen.

## Sorten
'Major' ist eine großblütige Sorte, und 'Multiplex' hat gefüllte Blüten, die länger bestehen bleiben als bei der ursprünglichen Art.

## Taxonomie
Die Kanadische Blutwurz wurde 1753 von Carl von Linné in Species Plantarum, Tomus 1, S. 505 erstbeschrieben. Synonyme der Art sind z. B. Sanguinaria acaulis Moench und Belharnosia canadensis (L.) Nieuwl.